# Brunlok

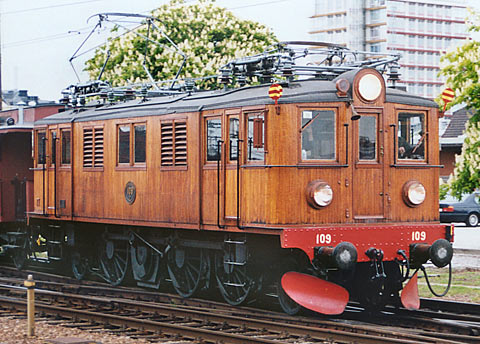
D-lok 109 i Malmö 2004

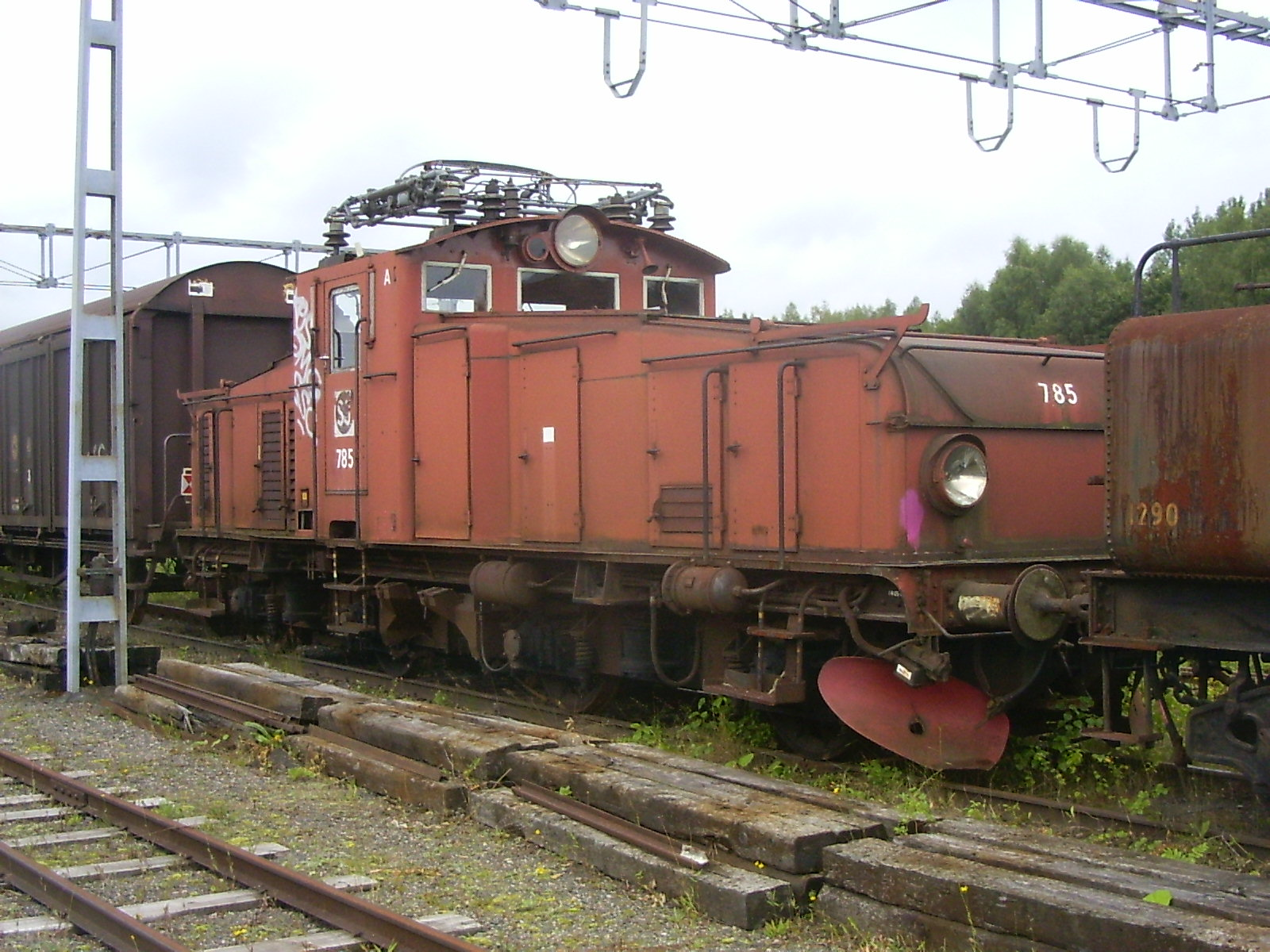
Hg 785 i Grängesberg

Beteckningen brunlok har uppkommit genom att Statens Järnvägar (SJ) använde brunt som standardfärg från 1930-talet fram till det orange Ra-lokets debut i slutet av 1950-talet. De redan brunmålade loken fick ingen ny färgsättning utan fick behålla den bruna färgen fram till att de skrotades. Därför kom de att vara ett betydande inslag ända långt in på 1980-talet trots att inga bruna lok tillverkats i någon större omfattning sedan 1950-talet. Dm3 som hade tillverkats så sent som 1970 för Malmbanan blev de sista loken som levererades i brunt. De bruna loken började bli ovanliga under 1990-talets första del - och under det sena 1990-talet förekom det bara enstaka godståg med framförallt Da-lok som dragkraft. 
Brunlok var aldrig någon officiell benämning, utan ett samlingsnamn på de äldre brunmålade loken, ett namn som användes av personal och järnvägsentusiaster. Internt inom SJ hette färgen SJ röd 92.

## Olika brunlok
- D-lok, Du
- Da-lok
- Dm och Dm3
- F-lok
- H-lok, Ha, Hg
- Ma-lok
- Mg-lok
- U-lok, Ub
- Ö-lok, Öb
- med fler loktyper

Det har även förekommit bruna diesellok men dessa brukar inte åsyftas när man talar om brunlok.
Även innan 1930 fanns det bruna lok. SJ:s första ellok var i allmänhet klädda med teakpanel, som gav en sober och brun färg.